# 麵包超人：軟綿綿與雲之國
《麵包超人：軟綿綿與雲之國》是2021年6月25日上映的日本動畫電影，是改編自漫畫家柳瀨嵩創作的漫畫系列《麵包超人》的第32部電影版。

## 概要
本作是首部在香港及澳門上映的《麵包超人》電影。

## 登場角色

### 原作角色
| 角色         | 配音員     | 配音員 |
| 角色         | 日本       | 臺灣   |
| ------------ | ---------- | ------ |
| 麵包超人     | 戶田惠子   | 汪世瑋 |
| 細菌人       | 中尾隆聖   | 孫誠   |
| 紅精靈       | 富永美衣奈 | 龍顯蕙 |
| 骷髏人       | 矢尾一樹   |        |
| 果醬爺爺     | 山寺宏一   | 梁興昌 |
| 奶油妹妹     | 佐久間玲   |        |
| 起司         | 山寺宏一   |        |
| 咖哩麵包超人 | 柳澤三千代 | 龍顯蕙 |
| 吐司超人     | 島本須美   |        |
| 密瓜超人     | 金井美香   |        |
| 奶油麵包小弟 | 長澤美樹   |        |
| 咪咪老師     | 瀧澤Roko   |        |
| 平吉         | 原榮里子   |        |
| 小河馬       | 山寺宏一   |        |
| 小兔子       | 中村弘美   |        |
| 小象         | 坂本千夏   |        |

### 本作角色
| 角色     | 配音員                | 配音員 |
| 角色     | 日本                  | 臺灣   |
| -------- | --------------------- | ------ |
| 軟綿綿   | 深田恭子              |        |
| 雲之長老 | 山崎弘也 （不可接觸） |        |
| 雲之子   | 和多田美咲 鈴木琢磨   |        |

## 製作人員
- 原作：柳瀨嵩《麵包超人》
- 製作：澤桂一、藤本鈴子、竹崎忠、中野正之、越尾正子、鈴江秀樹、太田和宏
- 製作人：岩崎和義、高橋雄一、伊藤卓哉
- 劇本：藤田伸三
- 音樂：今泉隆雄、近藤浩章
- 人物設定、作畫導演：前田實
- 美術監修：石垣努
- 美術導演：小山田有希
- 色彩設計：原田幸子
- 攝影導演：佐佐木明美
- 編輯：小宅貴史
- 文藝擔當：上田菜保子
- 文藝進行：米山昂
- 製作行政：小槌裕子、田村有里
- 動畫製作人：竹元將泰
- 導演：川越淳
- 發行商：東京劇場
- 製作：麵包超人製作委員會2020（日本電視台、TMS娛樂、VAP、福祿貝爾館、柳瀨工作室、日本電視台音樂、東京劇場）

## 音樂
- 片頭曲〈麵包超人進行曲〉
  - 作詞：柳瀨嵩 / 作曲：三木剛 / 編曲：大谷和夫 / 唱：Dreaming

- 片尾曲〈勇氣凜凜〉
  - 作詞：柳瀨嵩 / 作曲：三木剛 / 編曲：大谷和夫 / 唱：Dreaming

- 插曲〈San-san體操〉
  - 作詞：柳瀨嵩 / 作曲：近藤浩章 / 主唱：Dreaming

- 插曲〈靈魂之歌〉
  - 作詞：柳瀨嵩 / 作曲：今泉隆雄 / 主唱：Dreaming

## 外部連結
- 官方网站 （日語）